# Faille de Limagne
La faille de Limagne est une faille faisant partie du rift ouest-européen. Elle se situe en France, dans le département du Puy-de-Dôme. Elle sépare le plateau des Dômes, sur lequel se trouve la chaîne des Puys, à l'ouest, de la plaine de la Limagne, et Clermont-Ferrand, à l'est. Depuis 2018 elle est inscrite au patrimoine mondial, avec la chaîne des Puys et la montagne de la Serre, dans le bien Haut lieu tectonique Chaîne des Puys - faille de Limagne.

## Géographie
La faille de Limagne, qui s'étend sur 30 km, marque la séparation entre le plateau des Dômes et la plaine de Limagne. Formée il y a 35 millions d'années par un effondrement du socle continental, elle a créé un fossé rempli de sédiments, donnant naissance à la plaine où se trouve Clermont-Ferrand. Ce phénomène est lié à la formation des Alpes et fait partie du rift ouest-européen.

## Histoire géologique
La faille a évolué en plusieurs étapes : un fossé rempli d'eau et de sédiments, un volcanisme antérieur à la chaîne des Puys, puis une érosion importante. Aujourd'hui, elle présente un paysage naturel préservé, avec une grande richesse biologique et un rôle de limite à l'urbanisation.
Le point le plus profond de la faille se trouve à Riom, à 3 000 mètres sous les sédiments.

## Patrimonialité
La faille est inscrite, entre Enval et Chanonat, au patrimoine mondial en tant que Haut lieu tectonique Chaîne des Puys - faille de Limagne.